# Brachygalea multilinea
Brachygalea multilinea là một loài bướm đêm trong họ Noctuidae.